# Patrick Lansens
Patrick Lansens (Oostende, 5 augustus 1964) is een Belgische politicus voor Vooruit. Hij is burgemeester van Koekelare.

## Biografie
Lansens behaalde in 1986 een diploma als licentiaat in de scheikunde aan de Vrije Universiteit Brussel. Vijf jaar naar zijn licentiaatsdiploma behaalde Lansens in 1991 aan dezelfde universiteit de graad van doctor in de scheikunde. Aan de VUB was hij van 1986 tot 1993 assistent aan de faculteit analytische chemie en van 1993 tot 1995 docent in de analytische chemie.
Hij ging in de gemeentepolitiek en kwam als 24-jarige op de SP-lijst voor de gemeenteraadsverkiezingen van 1988. Hij behaalde er veel voorkeurstemmen en werd zo in 1989 direct schepen van Sport, Jeugd en Onderwijs in een coalitie van de SP met de liberale partij Center van toenmalig burgemeester Gabriël Van Der Cruyssen. Na de gemeenteraadsverkiezingen van 1994 behaalde de SP met Lansens 3 van de 19 zetels. De partij spande samen met de CVP-VU, die 5 zetels behaalde, en de partij DOEN van uittredend burgemeester Walther Holvoet, die 2 zetels behaalde, en kon zo de VLD met haar 9 zetels naar de oppositie verwijzen. Patrick Lansens werd in 1995 burgemeester voor deze coalitie. Hij was de eerste socialistische burgemeester van Koekelare en met zijn 30-jarige leeftijd toen de jongste burgemeester in Vlaanderen.
Bij de gemeenteraadsverkiezingen van 2000 behaalde de sp.a 7 zetels en Lansens begon in 2001 aan zijn tweede ambtsperiode als burgemeester in een coalitie met CD&V. Bij de gemeenteraadsverkiezingen van 2006 was Lansens opnieuw de winnaar. Zijn partij haalde de meeste zetels en Lansens begon in 2007 aan zijn derde opeenvolgende legislatuur als burgemeester. Bij de lokale verkiezingen van 2012 ging Lansens en de sp.a er wederom op vooruit met twee extra gemeenteraadszitjes. De volgende zes jaar was hij burgemeester van een coalitie met de N-VA. Hij verzamelde 2050 voorkeurstemmen. Ook na de gemeenteraadsverkiezingen van oktober 2018 en die van oktober 2024 bleef hij burgemeester van Koekelare, in een coalitie met de liberalen.
Van januari tot juli 1995 was Lansens tevens kabinetsmedewerker van toenmalig vice-eerste minister en minister van Binnenlandse Zaken Johan Vande Lanotte en van 1995 tot 1999 werkte hij op het kabinet van Jan Peeters, toenmalig staatssecretaris voor Veiligheid, Leefmilieu en Maatschappelijke Integratie. Na de federale verkiezingen van 1999 werd hij in juli dat jaar lid van de Kamer van volksvertegenwoordigers als opvolger van Johan Vande Lanotte, die opnieuw minister werd.  Bij de federale verkiezingen van 2003 was hij tweede opvolger op de lijst sp.a-Spirit en behaalde hij 7351 voorkeurstemmen. Hij werd zo opnieuw volksvertegenwoordiger, tot Johan Vande Lanotte in oktober 2005 ontslag nam als minister en terugkeerde naar de Kamer. Bij de federale verkiezingen van 2007 haalde hij als eerste opvolger 7666 voorkeurstemmen, maar hij kwam niet terug in de Kamer. 
Lansens was tevens van 2013 tot 2021 ondervoorzitter van de raad van bestuur van het Studiecentrum voor kernenergie in Mol.